# Erich Apel
Pour les articles homonymes, voir Apel.
Erich Hans Apel, né le 3 octobre 1917 à Judenbach en Thuringe et mort le 3 décembre 1965 à Berlin-Est, est un homme politique est-allemand, ingénieur en mécanique, fonctionnaire du SED et de 1963 à 1965 président de la Commission nationale de planification de la République démocratique allemande.

## Biographie
Fils d'un maître serrurier et d'une couturière, il fait un apprentissage d'outilleur et de serrurier. De 1935 à 1937, il est monteur et outilleur à l'usine de porcelaine de Neuhaus. De 1937 à 1939, il étudie à l'école d'ingénieurs d'Ilmenau et obtient son diplôme d'ingénieur en mécanique.
En 1939, il est enrôlé dans la Wehrmacht. De septembre à décembre 1939, il est dans le bataillon de remplacement d'infanterie 451 à Gotha, et envoyé le 20 décembre au Centre de recherche de l'armée à Peenemünde au Heereswaffenamt, où il travaille avec Wernher von Braun. Il est spécialisé dans l'hydraulique sur les moteurs de fusée. Après avoir été démobilisé de la Wehrmacht en août 1940, il est obligé d'y travailler à partir de novembre comme qu'ingénieur de production et assistant du directeur des opérations. Le jour de son anniversaire en 1942, il assiste au premier lancement réussi au monde d'une fusée à longue portée, le V2 (A4). À partir de 1943, Apel dirige un laboratoire de développement à l'Institut de recherche de l'armée.
Peu de temps avant que le laboratoire ne soit détruit par les bombardiers britanniques lors de l'Operation Hydra (en) de 1943, il est affecté aux usines Linke Hofmann Werke (LHW) à Breslau. À la demande de LHW qui fabrique des pièces pour le V2, Apel est libéré de ses obligations au Heereswaffenamt en 1944 et embauché comme ingénieur en chef et assistant du directeur technique de LHW. Lorsque les installations de production de LHW sont externalisées, il est directeur technique chez Peterbau GmbH à Kleinbodungen près de Nordhausen en janvier 1945. À la fin de la guerre, il parvient à regagner sa ville natale. Apel y travaille d'abord dans l'agriculture, à partir de janvier 1946 en tant que nouvel enseignant. Parallèlement, il apprend et enseigne à l'école professionnelle d'entreprise de Steinach jusqu'en mai 1946. En janvier 1946, il devient membre du SPD, fusionné de force au KPD pour former le SED en avril, mais il n'adhère pas au SED.
Le 23 juin 1946, la Commission technique spéciale de l'administration militaire soviétique en Allemagne recrute Apel en raison de sa connaissance de la technologie des fusées allemandes, initialement en tant qu'ingénieur principal pour la construction de moteurs à l'Objekt Montania (usine n°2 à Nordhausen) de l'Institut Nordhausen à Bleicherode sous la direction d'Helmut Gröttrup, puis d'octobre 1946 à juin 1952 dans le cadre de la campagne d'Ossawakim en Union soviétique à la tête de l'atelier d'essais de l'île de Gorodomlja (aujourd'hui la colonie de Solnetschny) du Lac Seliger.
À son retour en Allemagne, il travaille au ministère de l'Ingénierie mécanique de la RDA et au ministère de l'Ingénierie lourde. À partir de 1953, il est vice-ministre de Heinrich Rau et de 1955 à mars 1958, ministre de l'Ingénierie lourde.
Apel devient membre du SED en 1957. À partir de 1958, il est chef de la Commission économique du Politburo du SED et la même année député à la Chambre du peuple et président de la Commission économique. Au Ve congrès du SED, il est candidat au Comité central et en devient membre en juillet 1960. En juillet 1961, il est candidat au Politburo et secrétaire du Comité central du SED. En 1960, il est promu Dr. rer. oec. (Docteur en économie).
En tant que membre du Présidium (plus tard vice-président) du Conseil des ministres et président de la Commission nationale de planification (succédant à Karl Mewis), il met en œuvre le « nouveau système économique » développé par lui et Günter Mittag ; ce « nouveau système » (NÖSPL) est une tentative d'introduire un principe de performance socialiste. Aux côtés de Walter Ulbricht, il est impliqué dans différentes controverses sur la poursuite de la politique économique et les négociations économiques avec l'Union soviétique après la chute de Nikita Khrouchtchev en 1964. Peu de temps avant la signature de l'accord économique pour la période 1966 à 1970, Apel est retrouvé mort d'une balle dans la tête tirée d'un pistolet, dans son bureau de la Maison des ministères.
Gerhard Schürer succède à Apel à la présidence de la Commission nationale de planification.
L'urne d'Apel est enterrée au « Mémorial des socialistes » au cimetière central de Friedrichsfelde à Berlin-Lichtenberg.

## Distinctions
- 1959 : Ordre patriotique du Mérite en argent
- 1963 : Ordre Bannière du Travail
- 1964 : Ordre patriotique du mérite en or